# 太陽の歌 (古ノルド語詩)
太陽の歌（古ノルド語: Sólarljóð, 英語: The Sun Song, The Song of the Sun）とは、古ノルド語詩である。1200年頃にアイスランドで書かれたとされている。『古エッダ』の伝統的な韻律の様式で書かれているものの、その内容はキリスト教の幻視詩に材を取っている。
この詩は「賢者」セームンドルに仮託された写本に書かれているものの、著者は不明である。全82の歌謡律で書かれたスタンザから成っており、亡き父が息子に異界から話しかけているという形で物語られている。その父は最終スタンザに至るまでその正体を明かさない。
「太陽の歌 (Sólarljóð)」という題は第81スタンザにて提示されており、この題は明らかに、各々のスタンザが Sól ek sá ... 「私が見た太陽は……」という書き出しで始まる第39-45スタンザの、書き出し部の太陽の暗示に由来している。詩の最初の部分（第1-24スタンザ）では、複数人の異なる、名も無き人々の、生と死と運命の事例が語られている。第25-32スタンザは『高き者の言葉』に似た助言である。第33-38スタンザでは語り手の生前の「精神的来歴」が語られる。第39-45スタンザは太陽を取り上げている。続く第46-56スタンザでは語り手が生と死の狭間にある辺獄のようなところに居ることが語られている。その次の第57-80スタンザでは、地獄と天国に対する語り手の印象が記述されており、この部分はしばしば『神曲』（1300年頃）と比較される。最後の2つのスタンザ（81-82）は息子への語りかけ、および復活への希望から成っている。
古代北欧の宗教詩・知恵詩の伝統的な韻律様式で書かれているものの、ヨーロッパ中世幻視文学からの刺激や同時期のキリスト教文学の隠喩の濃密な影響下で描かれている。北欧神話を参照しているにもかかわらず、シンクレティズムの兆候は見られず、代わりに新たな運命への確信的な証言が含まれている。

## 刊本
- Sophus Bugge (1867), Sólarljóð (old norse)
- Björn M. Ólsen's 1915 edition in pdf format at septentrionalia.net (icelandic)
- Sólarljóð Guðni Jónsson's edition with normalized spelling (old norse)
- Bergmann, "Les Chants de Sol", Strasbourg & Paris, 1858.